# 16 Librae
Désignations
16 Librae (en abrégé 16 Lib) est une étoile de la constellation zodiacale de la Balance. Sa magnitude apparente est de 4,49 et elle est donc visible à l'œil nu. Les mesures de parallaxe effectuées durant la mission Gaia ont permis d'établir que l'étoile est distante de ∼ 89,8 a.l. (∼ 27,5 pc) de la Terre. Elle s'éloigne du Soleil à une vitesse radiale héliocentrique de +26 km/s.
16 Librae est une étoile jaune-blanc de la séquence principale de type spectral F2 V, d'un âge estimé de 660 millions d'années. Elle tourne rapidement sur elle-même à une vitesse de rotation projetée de 113 km/s. Elle fait 1,47 fois la masse du Soleil et son rayon vaut 2,38 fois celui du Soleil. L'étoile est plus de 10 fois plus lumineuse que le Soleil et elle rayonne depuis son atmosphère externe à une température effective de 7 187 K.
16 Librae possède un compagnon avec qui elle partage un mouvement propre commun. Cette étoile, désignée 16 Librae B, est localisée à une distance angulaire de 22,8 secondes d'arc et à un angle de position de 297°, tels que mesurés en 1999. Il s'agit d'une naine rouge de type spectral M 6 ou proche et dont la magnitude en infrarouge dans la bande J est de 12,19.